# Leontopithecus
Tamarins-lions, Singes-lions
Genre
Les tamarins-lions ou singes-lions (Leontopithecus) forment un genre de singes du Nouveau Monde de la famille des Callitrichidae, qui comprend également les ouistitis, les tamarins et le Callimico.

## Quatre espèces
Antonio Pigafetta, le chroniqueur du voyage de Fernand de Magellan, avait pris ce primate flamboyant inconnu des Européens pour « un joli chat semblable à un petit lion ». Ainsi naquit le petit singe-lion (genre Leontopithecus) dont on connaît aujourd’hui 4 espèces, identifiables en fonction de la part de doré et de noir dans leur fourrure.
Leurs liens phylogénétiques avec les autres callitrichidés restent controversés : le groupe des petits singes-lions formerait un clade avec celui des ouistitis - le stock ancestral des tamarins aurait divergé antérieurement, puis les petits singes-lions se seraient différenciés des ouistitis pour évoluer de façon autonome sur la façade atlantique dans la Mata Atlântica.
- Leontopithecus rosalia (Linnaeus, 1766) — Tamarin-lion doré
- Leontopithecus chrysomelas (Kuhl, 1820) — Tamarin-lion à tête dorée
- Leontopithecus chrysopygus (Mikan, 1823) — Tamarin-lion à croupe dorée
- Leontopithecus caissara Lorini et Persson, 1990 — Tamarin-lion à face noire

## Des chercheurs d'insectes au doigt allongé
Un peu plus grands (26 à 30 cm) et lourds (500 à 700 g) que les ouistitis et tamarins, les petits singes-lions possèdent des bras longs et fins, une paume étroite et un index très allongé, autant d’adaptations anatomiques favorisant la recherche des insectes et des larves sous l’écorce, dans les anfractuosités ou dans la litière. Ce doigt géant est un type de spécialisation que l’on retrouve, en plus exagérée, chez le dactylopsila (un marsupial d’Australie) et l’aye-aye (un lémurien malgache). Ces micromanipulateurs capturent maints insectes cryptiques et grenouilles arboricoles. Toutefois, les petits singes-lions restent majoritairement frugivores et les trois espèces côtières se nourrissent sur les figuiers, cordias, cécropias, ingas et autres eugénias, léchant à l’occasion le nectar des combrétums.

## Pas de mécanisme inhibiteur de la reproduction
Le Petit singe-lion doré (Leontopithecus rosalia), l’espèce la mieux étudiée, se distingue de tous les autres callitrichidés (ouistitis et tamarins) non seulement par sa technique de fouille alimentaire mais aussi par son système de reproduction. Chez cette espèce, il n’existe pas de mécanisme inhibant la reproduction des femelles. Les filles âgées de la dominante ainsi que les femelles subordonnées continuent de présenter des cycles ovariens normaux en sa présence. Cette stratégie reproductive flexible compenserait une plus grande rigidité dans le choix de l’habitat. L’élevage des petits est communautaire et le mâle en a la charge majoritaire deux semaines après leur naissance.

## Un habitat riche en broméliacées
Trois des quatre espèces affectionnent la forêt primaire mature riche en broméliacées. C’est là qu’elles trouvent le plus facilement le dortoir idéal, un trou dans le tronc d’un grand et vieil arbre en décomposition qui les abritera des intempéries et des prédateurs. Le petit singe-lion à croupe dorée (Leontopithecus chrysopygus) offre une écologie distincte des trois autres. Il habite des forêts marquées par une haute saisonnalité où manquent les plantes épiphytes, vit en groupes restreints (3-4) sur un plus vaste domaine que ses cousins et consomme davantage de gomme qu’eux.

## Menaces et protections
Les quatre espèces de Leontopithecus sont menacées à brève échéance du fait de la déforestation.
Outre la destruction systématique de son habitat, le Petit singe-lion doré (Leontopithecus rosalia) a souffert de nombreuses captures. Son apparence lui vaut d’être apprécié comme animal de compagnie. Exportée par centaines vers les zoos, chassée pour sa chair, cette espèce est passée tout près de l’extinction (moins de 200 individus au début des années 1970). Si près qu’elle est devenue le symbole de la protection de la nature au Brésil, à l’image du Panda géant en Chine.
Ce porte-drapeau est l’objet de réintroductions réussies, notamment dans la réserve biologique de Poço das Antas (52 km2) créée en 1974, par Denise Marçal Rambaldi, directrice exécutive de la Brazil's National Golden Lion Tamarin Association, et de ses collègues. Située à une centaine de kilomètres de Rio de Janeiro, Poço das Antas est un refuge où l’homme n’a pas encore exterminé les jacarés (caïmans) et les loutres, ni coupé tous les figuiers, pau-brasils et ipés verdoyants. Au sein de la réserve, ils sont plusieurs centaines de petits singes-lions dorés se nourrissent du nectar visqueux des clusiacées en compagnie du Ouistiti commun (Callithrix jacchus) – lui aussi introduit mais involontairement et avec lequel il ne se querelle jamais (les deux primates n’occupant pas exactement la même niche écologique). Le taux de survie des spécimens importés est de 36 % et va sans cesse améliorer avec l’expérience accrue des scientifiques en matière de réintroduction.
L’opération « Compte à rebours 2025 » a pour mission de faire passer la population à deux mille individus d’ici l’an 2025, avec comme étape intermédiaire « Mico 1000 », un stade d’ores et déjà atteint. En effet, fin 2001, les effectifs sont remontés à quelque mille individus répartis en quatre principales populations et plus d’une centaine de groupes, une douzaine d’entre eux évoluant dans des îlots forestiers difficilement viables à long terme. Un programme complexe de reboisement est en cours, qui profite déjà à de nombreuses autres espèces comme le fragile Aï (paresseux tridactyle) dont le but est de recréer des corridors végétaux entre ces îlots forestiers morcelés, avec la coopération des propriétaires terriens.